# Modestas Pitrėnas

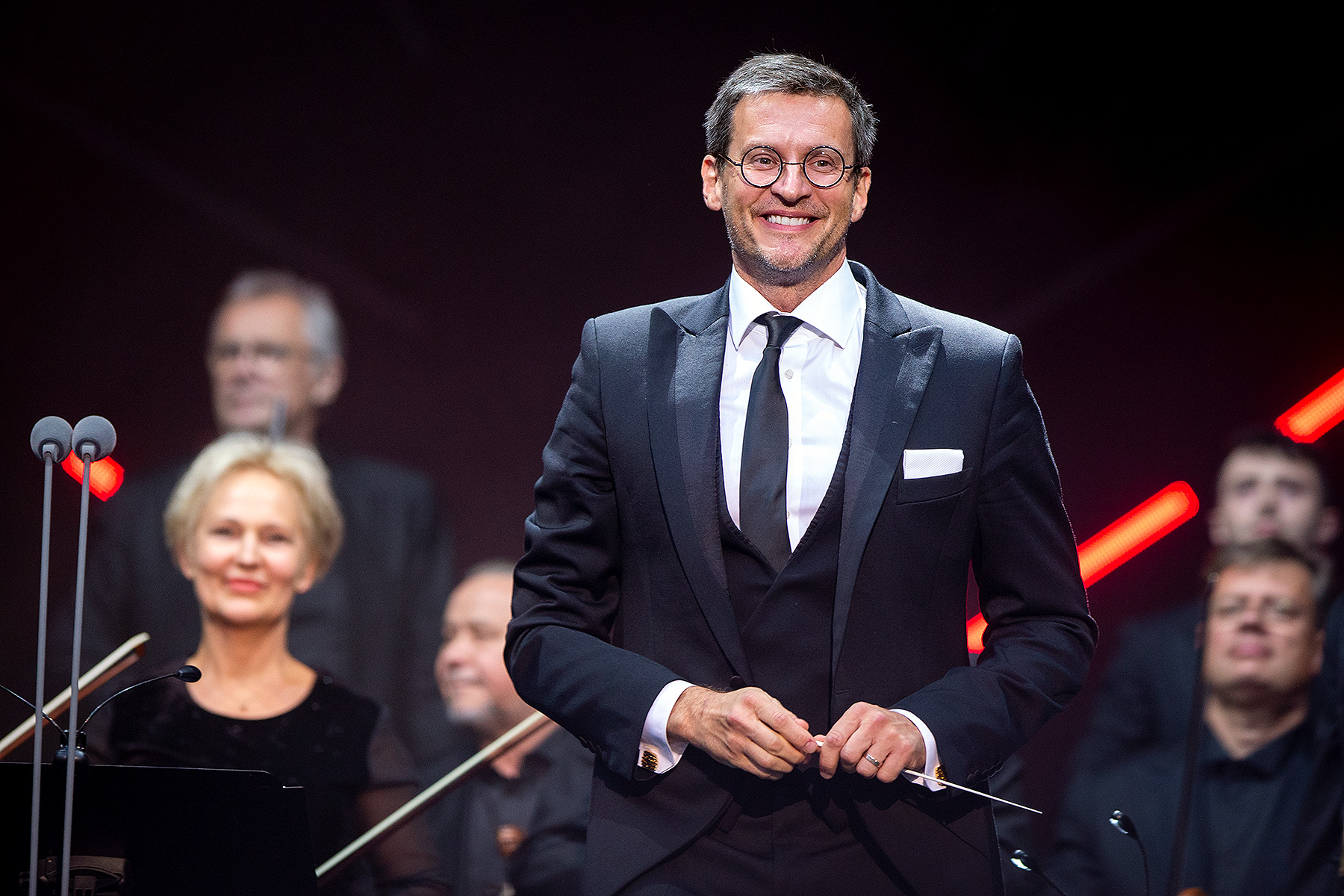

Modestas Pitrėnas (* 15. September 1974 in Vilnius) ist ein litauischer Musiker, Chor- und Orchester-Dirigent.

## Leben
Nach 9 Klassen an der 59. Mittelschule in Pašilaičiai absolvierte Pitrėnas von 1989 bis 1993 mit Auszeichnung Chordirigieren an der Juozas-Tallat-Kelpša-Musikschule bei G. Čiurilaitė und studierte von 1993 bis 1994 Chordirigieren an der Lietuvos muzikos akademija (LMA) bei Lionginas Abarius. Von 1995 bis 1996 absolvierte er das Bachelorstudium (Chor- und Operndirigieren) mit Auszeichnung am Salzburger Mozarteum (Walter Hagen-Groll und Karl Kamper) und von 1997 bis 1998 das Masterstudium des Chordirigierens an der LMA bei Abarius. Ab 1997 studierte er Symphonie- und Oper-Dirigieren bei Juozas Domarkas.
Von 2000 bis 2004 lehrte Pitrėnas am Priesterseminar Vilnius und war Leiter des Seminaristen-Chors. 2001 wurde er Kunstleiter und Dirigent des Symphonieorchesters an der Balys-Dvarionas-Musikschule. Seit 2003 lehrt er als Lektor Dirigieren an der Lietuvos muzikos ir teatro akademija.
Von 2006 bis 2011 war er Chefdirigent des Sinfonieorchesters Kaunas, von 2009 bis 2014 Chefdirigent der Lettischen Nationaloper Riga. Seit 2015 ist er Chefdirigent und künstlerischer Leiter des Litauischen Nationalsymphonieorchesters in Vilnius. Seit 2018 ist er zudem Chefdirigent am Theater St. Gallen.
Konzerttourneen hatte er in den USA, Israel, Japan und China. In der Saison 2010/11 debütierte er mit Mozarts Zauberflöte an der Oper Köln und leitete die Wiederaufnahme von Puccinis Il trittico an der Deutschen Oper am Rhein. Er dirigierte Werther, Tosca und Il trittico in Riga sowie L’elisir d’amore und Die Walküre in Vilnius. Am Theater St. Gallen leitete er die Aufführungen von Salome und La Wally sowie an der Nationaloper Warschau Igor Strawinskys Le rossignol.

## Auszeichnungen
- Litauischer nationaler Kultur- und Kunstpreis